# Новата Ева
„Новата Ева“ (на унгарски: Az új Éva) е картина от унгарския художник Шандор Бортник от 1924 г.
Картината е нарисувана с маслени бои върху платно и е с размери 48,5 x 38 cm. През 1919 г. Шандор Бортник попада сред представители на Конструктивизма. От 1922 до 1924 г. живее във Ваймар, където се запознава с артистите от Баухаус. Рисува абстрактни дву- и триизмерни композиции, които впоследствие добавя фигури и предмети. В композицията „Новата Ева“ описва иронично идеала за „модерния“ човек през 1920-те години. Ева е с модни дрехи и е поставена в шоурум, като може да бъде завъртяна в различни посоки. В дясната си ръка държи зелена ябълка. С тази и други иронични картини нанася неточен удар на „смелия нов свят“ на конструктивизма. Художникът използва прецизно детайлите, геометричните форми и цветовете, които ги подрежда в абстрактна композиция. Успява да осмее утопичните идеали, но не може да ги избегне, тъй като е активен участник във формирането на „новия свят“.
Картината е част от колекцията на Националния музей в Будапеща, Унгария.